# Easther Mayi Kith
Easther Mayi Kith, née le 28 mars 1997 à Québec au Canada, est une footballeuse internationale camerounaise évoluant au poste de défenseure.

## Biographie

### Carrière en club
Mayi Kith fréquente l'Université de Virginie-Occidentale aux États-Unis où elle valide un diplôme en sciences pour travailler dans le domaine de la rééducation et où elle réalise quatre saisons pleines (92 matchs) sous le maillot des Mountaineers de la Virginie-Occidentale. Elle a également joué au Québec en faveur du Dynamo de Québec.
En janvier 2019, elle découvre le football européen en rejoignant le club français Montpellier HSC. En manque de temps de jeu, elle est prêtée en janvier 2020 au FC Metz. En juillet 2020, elle signe au Stade de Reims. 
Le 31 janvier 2023, elle rejoint Reading.

### Carrière internationale
Québécoise de naissance, Mayi Kith représente le Canada lors du championnat U17 de la CONCACAF 2013, puis lors de la Coupe du monde U17 2014. 
Fille de parents camerounais, elle se rend au Cameroun pour jouer avec la sélection camerounaise lors de la Coupe du monde 2019. Elle fait ses débuts avec le Cameroun avant la compétition, le 17 mai 2019, dans une défaite 0 à 4 en amical contre l'Espagne.
Elle est appelée en équipe du Cameroun pour disputer la Coupe d'Afrique des nations 2022.

## Statistiques
| Saison                | Club                  | Championnat           | Championnat | Championnat | Coupe(s) nationale(s) | Coupe(s) nationale(s) | Total | Total |
| Saison                | Club                  | Division              | M.          | B.          | M.                    | B.                    | M.    | B.    |
| 2018-2019             | Montpellier HSC       | Division 1            | 1           | 0           | 0                     | 0                     | 1     | 0     |
| 2019-2020             | Montpellier HSC       | Division 1            | 1           | 0           | 0                     | 0                     | 1     | 0     |
| Sous-total            | Sous-total            | Sous-total            | 2           | 0           | 0                     | 0                     | 2     | 0     |
| 2019-2020             | FC Metz (prêt)        | Division 1            | 4           | 0           | 1                     | 0                     | 5     | 0     |
| Sous-total            | Sous-total            | Sous-total            | 4           | 0           | 1                     | 0                     | 5     | 0     |
| Total sur la carrière | Total sur la carrière | Total sur la carrière | 6           | 0           | 1                     | 0                     | 7     | 0     |